# Babitz (Wittstock)
Babitz è una frazione (Ortsteil) della città tedesca di Wittstock/Dosse.

## Storia
Il 6 dicembre 1993 il comune di Babitz venne aggregato alla città di Wittstock.

## Amministrazione
La frazione di Babitz viene rappresentata da un consiglio di frazione (Ortsbeirat) di 3 membri.